# بشبيش
بشبيش إحدى قرى مركز المحلة الكبرى التابع لمحافظة الغربية بجمهورية مصر العربية.

## التاريخ
وردت القرية في قوانين ابن مماتي وتحفة الإرشاد في أسماء البلاد والتحفة السنية وفي تاريخ 1228هـ/1813م الذي عدّ قرى مصر بعد المسح الذي قام به محمد علي باشا باسم بشبيش من أعمال الغربية وكانت أطيانها ملك لعلي بك الكبير. قسمت أطيان القرية من الناحية الزراعية إلى نصف أول بشبيش ونصف ثاني بشبيش، ثم قسمت أيضا من الناحية العقارية والمالية في سنة 1275 هـ.
ذكرها علي مبارك في كتابه الخطط التوفيقية وقال أنها من قرى مديرية الغربية من أعمال المحلة. نقلت القريتين لمركز بيلا مع إنشائه سنة 1938 لقربهما من المركز ثم عادت القريتين لمركز المحلة في عام 1950. صدر قرار جمهوري في عام 1963 يقتضي بدمج القريتين.
وافقت الحكومة على تحويلها إلى قرية في سنة 2002 ثم وافقت وزارة الخارجية على استحداث مركز شرطة بها، صدر قرار بفصل القرية عن زمامها الزراعي سنة 2014 وهو ما حدث سنة 2018 وصدر معه قرار تحوليها إلى مدينة يتبعها مركز. كما وافق مجلس الشيوخ على مقترح التقسيم سنة 2022.

## الجغرافيا
تقع بشبيش في أقصى شمال مركز المحلة الكبرى على الحدود مع محافظتي كفر الشيخ والدقهلية، تربة القرية (مثل بقية الدلتا) تربة سوداء طينية رسوبية متشكلة من طمي النيل. مناخ دافئ شتاء حار صيفًا وهو معتدل نسبيًا طوال العالم وتقع قطور ضمن الإقليم الأوسط قليل المطر الذي يبلغ متوسط هطول المطر فيه ما بين 25 مم و100 مم.

## التعليم
تصل نسبة الأمية في القرية إلى 44.44% بين من تجاوزوا العاشرة من عمرهم، بينما تصل نسبة من حصلوا على تعليم جامعي إلى 3.81% من جملة السكان.

## السكان
بلغ عدد سكان بشبيش 36,633 نسمة حسب تقدير عام 2018. بالنسبة للدين فأغلب سكان المدينة مسلمون سنة وتوجد أقلية مسيحية أرثوذكسية (كما أغلب المدن المصرية) فذكر في تعداد عام 1986 أن عدد المسلمين 20,721 نسمة وعدد المسيحين 45 نسمة.
| السنة          | 1882 | 1897 | 1907 | 1927 | 1947 | 1960 | 1976   | 1986   | 1996   | 2006   | 2018   |
| -------------- | ---- | ---- | ---- | ---- | ---- | ---- | ------ | ------ | ------ | ------ | ------ |
| نصف أول بشبيش  | 2362 | 3164 | 3717 | 5025 | 5813 | 8188 | 18,962 | 20,766 | 22,328 | 26,108 | 36,633 |
| نصف ثاني بشبيش | 1925 | 3198 | 3892 | 5636 | 7625 | 7762 | 18,962 | 20,766 | 22,328 | 26,108 | 36,633 |

## الأعلام
- أحمد البشبيشي (1040-1096 هـ) فقيه وعالم شافعي تصدر للإفتاء والتدريس بالجامع الأزهر.[21]